# Mundera Bazar
Mundera Bazar là một thị xã và là một nagar panchayat của quận Gorakhpur thuộc bang Uttar Pradesh, Ấn Độ.

## Nhân khẩu
Theo điều tra dân số năm 2001 của Ấn Độ, Mundera Bazar có dân số 11.226 người. Phái nam chiếm 52% tổng số dân và phái nữ chiếm 48%. Mundera Bazar có tỷ lệ 69% biết đọc biết viết, cao hơn tỷ lệ trung bình toàn quốc là 59,5%: tỷ lệ cho phái nam là 76%, và tỷ lệ cho phái nữ là 62%. Tại Mundera Bazar, 14% dân số nhỏ hơn 6 tuổi.